# Догадов Олександр Іванович
Олександр Іванович Догадов (нар. 20 серпня 1888, село Каїпи Казанської губернії, тепер Лаїшевського району Татарстану, Російська Федерація —  розстріляний 26 жовтня 1937, місто Москва, Російська Федерація) — радянський партійний і профспілковий діяч, 1-й секретар ВЦРПС, народний комісар робітничо-селянської інспекції Закавказької РФСР, член ЦВК СРСР (кандидат у члени Президії ЦВК у 1924—1929, член президії ЦВК у 1929—1931 роках). Кандидат у члени Центральної контрольної комісії ВКП(б) у 1921—1922 роках. Член ЦК ВКП(б) у 1924—1930 роках. Кандидат у члени ЦК ВКП(б) у 1930—1934 роках. Член Комісії радянського контролю при РНК СРСР у 1934—1937 роках. Член Організаційного бюро ЦК ВКП(б) з 2 червня 1924 по 26 червня 1930 року. Кандидат у члени Організаційного бюро ЦК ВКП(б) з 13 липня 1930 по 2 жовтня 1932 року.

## Біографія
Народився в селі Каїпи (за іншими даними — в місті Царевосанчурську) в родині садівника (робітника за наймом). У 1903 році закінчив міське училище міста Царевосанчурська Яранського повіту Вятської губернії.
У 1903 році — учень ливарного цеху, з жовтня 1903 по квітень 1907 року — ливарник Казанського чавуноливарного заводу Лібігта в Казані.
Член РСДРП(б) з 1905 року.
З 1905 року брав участь у бойовій дружині Казанської організації РСДРП, учасник російської революції 1905—1907 років. Секретар організованої в 1906 році Казанської профспілки металістів, член секретаріату Казанського Центрального нелегального Бюро профспілок.
У квітні 1907 року заарештований, до серпня 1907 року перебував у Казанській в'язниці. З серпня 1907 по жовтень 1909 року — на засланні в місті Усть-Сисольську Вологодської губернії, входив до складу Усть-Сисольської групи РСДРП.
У листопаді 1909 — лютому 1911 року — ливарник, мастильник промислу Бабаєва в Балаханах біля Баку, секретар товариства балаханських робітників.
Бакинською партійною організацією у лютому 1911 року відправлений у партійну школу в Лонжюмо (в передмісті Парижа, Франція), де навчався до 17 серпня 1911 року.
З вересня по грудень 1911 року — на підпільній партійній роботі в Казані, від Казанської організації обраний делегатом 6-ї (Празької) конференції РСДРП. Після повернення в Росію заарештований 10 березня 1912 року в Санкт-Петербурзі, до листопада 1912 року перебував у в'язниці Санкт-Петербурга. З листопада 1912 по грудень 1914 року — на засланні в місті Яренську Вологодської губернії.
З січня 1915 по січень 1916 року був безробітним, проживав у містах Нижньому Новгороді, Казані, Спаську Казанської губернії, станції Калмиковській Уфимської губернії.
У січні 1916 — грудні 1917 року — канонір 47-ї артилерійської бригади російської армії на Південно-Західному і Румунському фронтах. Учасник Першої світової війни. У 1917 році — член та голова бригадного, дивізійного і армійського комітетів.
У січні 1918 — 1920 року — інструктор, голова ради профспілок Казанського промислового району, член президії Ради народного господарства Казанської губернії.
У 1920 — травні 1921 року — народний комісар праці Татарської АРСР і голова Татарської ради професійних спілок.
25 травня 1921 — 1 червня 1929 року — секретар Всесоюзної центральної ради професійних спілок (ВЦРПС).
25 травня 1921 — 19 травня 1930 року — член президії ВЦРПС, представник ВЦРПС в Раді праці і оборони РРФСР. член Бюро Червоного Інтернаціоналу профспілок.
1 червня 1929 — 19 травня 1930 року — 1-й секретар Всесоюзної центральної ради професійних спілок (ВЦРПС).
У березні 1930 — лютому 1931 року — заступник голови Вищої ради народного господарства (ВРНГ) СРСР.
У березні 1931 — січні 1934 року — голова Закавказької крайової контрольної комісії ВКП(б) — народний комісар робітничо-селянської інспекції Закавказької РФСР.
4 лютого 1932 — 26 січня 1934 року — кандидат у члени президії Центральної контрольної комісії ВКП(б).
У березні 1934 — січні 1937 року — уповноважений Комісії радянського контролю при РНК СРСР по Свердловській області.
У січні — червні 1937 року — в розпорядженні Комісії радянського контролю при РНК СРСР у Москві. У травні 1937 року виключений із членів ВКП(б) та Комісії радянського контролю при РНК СРСР.
21 червня 1937 року заарештований органами НКВС. Засуджений Воєнною колегією Верховного суду СРСР 26 жовтня 1937 року до страти, розстріляний того ж дня. Похований на Донському цвинтарі Москви.
14 липня 1956 року реабілітований, 31 грудня 1957 року посмертно відновлений у партії.